# Orotat fosforiboziltransferaza
Orotat fosforiboziltransferaza (EC 2.4.2.10, orotidilna kiselina fosforilaza, orotidin-5'-fosfat pirofosforilaza, OPRTaze, orotat fosforibozil pirofosfat transferaza, orotinsko kiselinska fosforiboziltransferaza, orotidin 5'-monofosfatna pirofosforilaza, orotidin monofosfatna pirofosforilaza, orotidinska fosforiboziltransferaza, orotidilatna fosforiboziltransferaza, orotidilatna pirofosforilaza, orotidilno kiselinska pirofosforilaza, orotidilna fosforilaza, orotidilna pirofosforilaza) je enzim sa sistematskim imenom orotidin-5'-fosfat:difosfat fosfo-alfa-D-ribozil-transferaza. Ovaj enzim katalizuje sledeću hemijsku reakciju
orotidin 5'-fosfat + difosfat {\displaystyle \rightleftharpoons } orotat + 5-fosfo-alfa-D-riboza 1-difosfat
Enzim iz viših eukariota takođe katalizuje reakcije enzima EC 4.1.1.23, orotidin-5'-fosfat dekarboksilaza.

## Literatura
- Nicholas C. Price; Lewis Stevens (1999). Fundamentals of Enzymology: The Cell and Molecular Biology of Catalytic Proteins (Third изд.). USA: Oxford University Press. ISBN 019850229X.
- Eric J. Toone (2006). Advances in Enzymology and Related Areas of Molecular Biology, Protein Evolution (Volume 75 изд.). Wiley-Interscience. ISBN 0471205036.
- Branden C; Tooze J. Introduction to Protein Structure. New York, NY: Garland Publishing. ISBN 0-8153-2305-0.
- Irwin H. Segel. Enzyme Kinetics: Behavior and Analysis of Rapid Equilibrium and Steady-State Enzyme Systems (Book 44 изд.). Wiley Classics Library. ISBN 0471303097.
- William P. Jencks (1987). Catalysis in Chemistry and Enzymology. Dover Publications. ISBN 0486654605.

## Spoljašnje veze
- Orotate+phosphoribosyltransferase на 